# تشارلز بيرغر (عسكري)
تشارلز بيرغر (بالإنجليزية: Charles Birger)‏ هو عسكري أمريكي، ولد في 5 فبراير 1881 في أديغيا في روسيا، وتوفي في 19 أبريل 1928 في بنتون في الولايات المتحدة بسبب شنق.